# 桥头镇 (慈溪市)
桥头镇，是中华人民共和国浙江省宁波市慈溪市下辖的一个乡镇级行政单位，辖区面积43.9平方公里，因里仁桥（别名小桥头）而得名:196。

## 历史
宋至元、明、清属余姚县上林乡，清宣统元年（1909年）属林东乡，民国十七年（1928年）属七区，民国十九年（1930年）设桥头乡、双河乡、孙毛乡、靖海乡、潭河乡、上管乡，民国二十九年（1940年）改为双桥乡、三管乡，属逍林区，1950年4月改为桥头乡、双桥乡、双湖乡、下管乡、潭河乡、上管乡，属横河区、逍林区，1954年10月下管乡、潭河乡、上管乡随逍林区划归慈溪县，1956年2月双桥乡、双湖乡并入桥头乡，下管乡、潭河乡、上管乡合并为三管乡，属余姚县、慈溪县，1957年1月属横河区、逍林区，1958年10月改为横河人民公社桥头大队、双桥大队和东风人民公社一大队、二大队、三大队，1959年2月改为横河人民公社桥头管理区、双桥管理区和逍林人民公社下管管理区、潭河管理区、上管管理区，1959年6月下管管理区、潭河管理区合并为三管管理区，上管管理区并入逍林管理区，1961年11月改为桥头公社、双桥公社，属横河区；三管公社，属逍林区，1962年6月双桥公社并入桥头公社，1966年5月逍林公社东部（原上管）划入三管公社，1969年3月三管公社改属浒逍地区，1971年1月三管公社复属逍林区，1979年9月桥头公社随龙南区（1981年7月更名为横河区）划归慈溪县，1983年9月公社改为乡，1992年5月桥头乡、三管乡合并为桥头镇:196。

## 行政区划
桥头镇下辖以下地区：
小桥头社区、小桥头村、上林湖村、五丰村、五姓村、毛三斢村、丰潭村、烟墩村和潭河沿村。